# Herbés
Herbés (em castelhano) ou Herbers (em valenciano e oficialmente), também chamada Hervés em alguns textos antigos, é um município da Espanha na província de Castelló, Comunidade Valenciana. Tem 27,1 km² de área e em 2021 tinha 53 habitantes (densidade: 2 hab./km²).

## Demografia
| Variação demográfica do município entre 1991 e 2004 | Variação demográfica do município entre 1991 e 2004 | Variação demográfica do município entre 1991 e 2004 | Variação demográfica do município entre 1991 e 2004 |
| --------------------------------------------------- | --------------------------------------------------- | --------------------------------------------------- | --------------------------------------------------- |
| 1991                                                | 1996                                                | 2001                                                | 2004                                                |
| 135                                                 | 115                                                 | 90                                                  | 84                                                  |